# FC Union Mühlhausen
Maillots
Le FC Union Mühlhausen est un club allemand de football localisé dans la ville de Mühlhausen en Thuringe.

## Histoire

### FC Germania 1899 Mühlhausen
Le club fut fondé le 23 février 1899 par un groupe de 14 étudiants qui pratiquaient le football sur les terrains d’exercice de l’armée, depuis 4 ou 5 ans. Le premier match fut joué en avril 1899, contre le SC Erfurt (défaite 0-2).
En janvier 1900, le club fut un des fondateurs de la Fédération allemande de football (DFB).
En 1913, le club fusionna avec le Fußball Club 1901 Teutonia Mühlhausen pour former le  Sportvereinigung 1899 Mühlhausen.
Durant les trois décennies suivantes, le club changea plusieurs fois d’appellation, ce qui rend son "traçage" assez difficile.

### Époque de la RDA
Après la Seconde Guerre mondiale, le SV 1899 Mülhausen fut dissous par les Alliés, comme tous les clubs et associations allemands. Trois cercles de football furent reconstitués à Mühlhausen: BSG Post, BSG Motor et ASG Vorwärts. En juin 1972, BSG Post et BSG Motor furent fusionnés pour constituer le BSG Union Mühlhausen.
Durant cette période, le club évolua en Bezirksliga Erfurt. En 1989, la BSG Union monta en DDR-Liga (D2).
Au moment de la réunification allemande en 1990, le club venait de jouer dans la série B de la DDR-Liga qui fut rebaptisée NOFV-Liga. Classé 18e sur 18, le cercle retourna en Berzirksliga en changeant son appellation en SV Union Mühlhausen. En 1994, le club reprit son ancienne dénomination de SV 1899 Mühlhausen.

### FC Union Mühlhausen
En 2000, le SV 1899 Mühlhausen prit le nom de FC Union Mühlhausen.

## Record de buts
En 1989, le BSG Union Mühlhausen établit le record de buts inscrits dans une rencontre de la FDGB-Pokal, lors d’une défaite concédée (après prolongation) sur le score de 10 à 11 contre le Wismut Aue.